# 圣塞巴斯蒂安医院

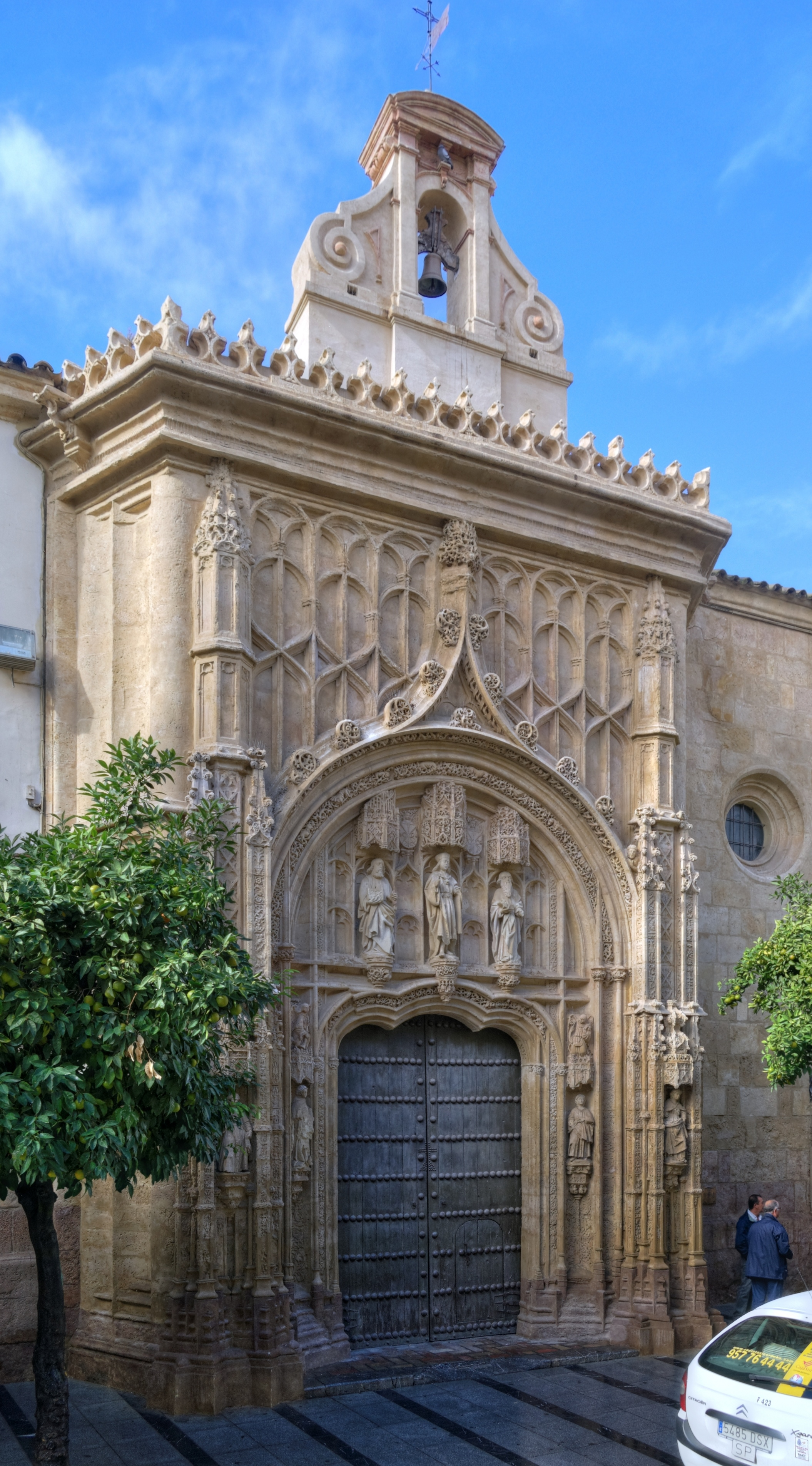

圣塞巴斯蒂安医院（西班牙語：San Sebastián Hospital）是西班牙科尔多瓦的一座16世纪建筑，位于科尔多瓦历史中心的托里霍斯街（Calle Torrijos），科尔多瓦主教座堂西立面的正对面。它创建于1363年，位于阿尔凯塞里亚（Alcayceria），16世纪初迁址。目前的建筑由老埃尔南·鲁伊斯（Hernán Ruiz, el Viejo）设计，建于1512-1516年。这座建筑先后用作医院（1516-1816年）和母婴之家（1816-1961年），现在是会展宫以及旅游局的所在地。